# Campeonato Mundial Juvenil de Atletismo de 2009
El VI Campeonato Mundial Juvenil de Atletismo se desarrolló en la ciudad de Bresanona (Brixen), Italia, del 8 al 12 de julio de 2009. La  sede principal de los eventos fue el Brixen-Bressanone Sport Arena.
Lo más destacado de esta edición fue el récord mundial juvenil de la atleta británica Jodie Williams en los 100 metros lisos, parando el cronómetro en 11.39 segundos; y también ganó el oro en los 200 metros, convirtiéndose en la primera atleta juvenil en conseguir el oro en ambas distancias. Un éxito similar lo obtuvo el granadino Kirani James ganando las carreras de 200 metros y 400 metros. El sueco Johan Rogestedt se convirtió en el primer europeo en ganar los 800 m, distancia normalmente dominada por corredores de África del Este.

## Resultados

### Masculino
| Evento                        | Oro                                                                 | Oro               | Plata                                                                                     | Plata       | Bronce                                                  | Bronce      |
| ----------------------------- | ------------------------------------------------------------------- | ----------------- | ----------------------------------------------------------------------------------------- | ----------- | ------------------------------------------------------- | ----------- |
| 100 m                         | Prezel Hardy Estados Unidos                                         | 10.57             | Aaron Brown · Canadá                                                                      | 10.74       | Giovanni Galbieri · Italia                              | 10.79       |
| 200 m                         | Kirani James Granada                                                | 21.05 PB          | Alberto Gavalda · España                                                                  | 21.33 SB    | Keenan Brock Estados Unidos                             | 21.39       |
| 400 m                         | Kirani James Granada                                                | 45.24 CR WL PB    | Joshua Mance Estados Unidos                                                               | 46.22 PB    | Awad El Karim Makki Sudán                               | 47.15 SB    |
| 800 m                         | Johan Rogestedt · Suecia                                            | 1:50.92 PB        | Peter Langat Kiplangat Kenia                                                              | 1:50.97     | Nicholas Kiplangat Kipkoech Kenia                       | 1:51.01     |
| 1500 m                        | Gideon Kiage Mageka Kenia                                           | 3:37.36 WL        | Caleb Mwangangi Ndiku Kenia                                                               | 3:38.42     | Girma Bekele Etiopía                                    | 3:39.88 PB  |
| 3000 m                        | Isaiah Kiplangat Koech Kenia                                        | 7:51.51 CR        | David Kiprotich Bett Kenia                                                                | 7:52.13 PB  | Goitom Kifle Eritrea                                    | 8:05.83 PB  |
| 2000 m obstáculos             | Hillary Kipsang Yego Kenia                                          | 5:25.33 WL        | Peter Kibet Lagat Kenia                                                                   | 5:26.59 PB  | Desta Alemu 1996                                        | 5:37.32 PB  |
| 110 metros vallas             | Dale Morgan Estados Unidos                                          | 13.28 WL          | Jack Meredith Reino Unido                                                                 | 13.33 PB    | Gregory MacNeil · Canadá                                | 13.51       |
| 400 metros vallas             | Norge Sotomayor · Cuba                                              | 51.30 WL          | Jeremiah Kipkorir Mutai Kenia                                                             | 51.45 PB    | Jose Reynaldo Bencosme de Leon · Italia                 | 51.74       |
| 10 km marcha                  | Hagen Pohle · Alemania                                              | 41:35.99 CR WL PB | Dementiy Cheparev · Rusia                                                                 | 41:53.76 PB | Ihor Lyashchenko · Ucrania                              | 42:01.90 PB |
| Relevo sueco                  | Estados Unidos Colin Hepburn Keenan Brock Dedric Dukes Joshua Mance | 1:50.33           | Brasil · Jonathas da Silva · Jean Roberto da Silva · Jackson da Silva · Leandro de Araújo | 1:52.66 SB  | Japón Takumi Kuki Ryota Yamagata Ko Kayada Shogo Momiki | 1:52.82 SB  |
| Salto de altura               | Dmitriy Kroyter Israel                                              | 2.20              | Janick Klausen Dinamarca                                                                  | 2.20 PB     | Django Lovett · Canadá · Daniil Tsyplakov · Rusia       | 2.17 PB     |
| Salto con pértiga             | Jin Min-sub Corea del Sur                                           | 5.15 PB           | Carlo Paech · Alemania                                                                    | 5.10        | Daniel Clemens · Alemania                               | 5.10        |
| Salto de longitud             | Supanara Sukhasvasti Tailandia                                      | 7.65 PB           | Stefan Brits Sudáfrica                                                                    | 7.57        | Yannick Roggatz · Alemania                              | 7.53 PB     |
| Triple salto                  | Benjamin Williams Reino Unido                                       | 15.91 PB          | Supanara Sukhasvasti Tailandia                                                            | 15.70 PB    | Aleksandr Yurchenko · Rusia                             | 15.66 PB    |
| Lanzamiento de peso 5 kg      | Ryan Crouser Estados Unidos                                         | 21.56 CR          | Krzysztof Brzozowski · Polonia                                                            | 20.89 PB    | Frans Schutte Sudáfrica                                 | 20.37 PB    |
| Lanzamiento de disco 1,500 kg | Hamid Manssour Siria                                                | 64.20             | Ryan Crouser Estados Unidos                                                               | 61.64       | Traves Smikle Jamaica                                   | 61.22 PB    |
| Lanzamiento de martillo 5 kg  | Chen Hongqiu China                                                  | 74.93 WL PB       | Suhrob Khodjaev Tayikistán                                                                | 73.29 PB    | Tomas Kruzliak · Eslovaquia                             | 72.17       |
| Lanzamiento de jabalina 700g  | Shih-Feng Huang República de China                                  | 74.00             | Killian Durechou Francia                                                                  | 73.54       | Braian Toledo Argentina                                 | 73.44 PB    |
| Octatlón                      | Kevin Mayer Francia                                                 | 6478 WL           | Mohd Ahmed Al-Mannai Catar                                                                | 6232 PB     | Steffen Klink · Alemania                                | 6217 PB     |

### Femenino
| Evento                    | Oro                                                                  | Oro         | Plata                                                                         | Plata           | Bronce                                                                       | Bronce      |
| ------------------------- | -------------------------------------------------------------------- | ----------- | ----------------------------------------------------------------------------- | --------------- | ---------------------------------------------------------------------------- | ----------- |
| 100 m                     | Jodie Williams Reino Unido                                           | 11.39 WL PB | Allison Peter Islas Vírgenes de los Estados Unidos                            | 11.47 PB        | Ashton Purvis Estados Unidos                                                 | 11.48 SB    |
| 200 m                     | Jodie Williams Reino Unido                                           | 23.08 WL    | Allison Peter Islas Vírgenes de los Estados Unidos                            | 23.08 WL        | Ashton Purvis Estados Unidos                                                 | 23.15 PB    |
| 400 m                     | Ebony Eutsey Estados Unidos                                          | 52.88       | Michelle Brown Estados Unidos                                                 | 53.44           | Sandra Wagner · Suecia                                                       | 53.52 PB    |
| 800 m                     | Cherono Koech Kenia                                                  | 2:01.67 CR  | Ciara Mageean Irlanda                                                         | 2:03.07 PB      | Rowena Cole Reino Unido                                                      | 2:03.83 PB  |
| 1500 m                    | Nelly Chebet Ngeiywo Kenia                                           | 4:12.76 PB  | Gete Dima Etiopía                                                             | 4:15.16         | Amela Terzić Serbia                                                          | 4:16.71 PB  |
| 3000 m                    | Purity Cherotich Rionoripo Kenia                                     | 9:03.79     | Jackline Chepngeno Kenia                                                      | 9:05.93 PB      | Genet Yalew Etiopía                                                          | 9:08.95 PB  |
| 2000 m obstáculos         | Korahubsh Itaa Etiopía                                               | 6:11.83     | Lucia Kamene Muangi Kenia                                                     | 6:11.90 PB      | Halima Hassen Etiopía                                                        | 6:16.83 PB  |
| 100 metros vallas 76.2 cm | Isabelle Pedersen · Noruega                                          | 13.23       | Kori Carter Estados Unidos                                                    | 13.26 PB        | Bridgette Owens Estados Unidos                                               | 13.39 PB    |
| 400 metros vallas         | Vera Rudakova · Rusia                                                | 57.83 WL    | Danielle Dowie Jamaica                                                        | 58.62           | Déborah Rodríguez · Uruguay                                                  | 59.71 PB    |
| 5 km marcha               | Elena Lashmanova · Rusia                                             | 22:55.45 WL | Yanelli Caballero · México                                                    | 22:59.27 PB     | Svetlana Vasilyeva · Rusia                                                   | 23:00.15 PB |
| Relevo sueco              | Estados Unidos Jordan Clark Ashton Purvis Briana Nelson Ebony Eutsey | 2:04.32 WL  | Hungría · Anasztázia Nguyen · Kriszta Komiszár · Dorina Vincze · Lilla Loránd | 2:09.22 PB      | Rumania · Ana Maria Rosianu · Ana Alungoaie · Sanda Belgyan · Adelina Pastor | 2:09.25 PB  |
| Salto de altura           | Alessia Trost · Italia                                               | 1.87        | Mariya Kuchina · Rusia · Amy Pejkovic · Australia                             | 1.85 PB 1.85 PB |                                                                              |             |
| Salto con pértiga         | Angelica Bengtsson · Suecia                                          | 4.32 WL     | Michaela Meijer · Suecia                                                      | 4.10            | Felicia Horvath · HungríaTatyana Stetsyuk · Rusia                            | 4.00 PB     |
| Salto de longitud         | Minjia Lu China                                                      | 6.22        | Alina Rotaru · Rumania                                                        | 6.09            | Jennifer Clayton Estados Unidos                                              | 6.05        |
| Triple salto              | Yana Borodina · Rusia                                                | 13.63 WL    | Lina Deng China                                                               | 13.57 PB        | Valeriya Kanatova Uzbekistán                                                 | 13.45       |
| Lanzamiento de peso       | Lena Urbaniak · Alemania                                             | 15.28       | Margaret Satupai Samoa                                                        | 14.96 SB        | Yangzi Dong China                                                            | 14.65 PB    |
| Lanzamiento de disco      | Li Shanshan China                                                    | 51.65       | Alex Collatz Estados Unidos                                                   | 50.09           | Shanice Craft · Alemania                                                     | 49.15       |
| Lanzamiento de martillo   | Barbara Spiler Eslovenia                                             | 59.33       | Kivilcim Kaya Turquía                                                         | 57.91 SB        | Bianca Lazar Fazecas · Rumania                                               | 56.41 PB    |
| Lanzamiento de jabalina   | Anastasiya Svechnikova Uzbekistán                                    | 53.25 SB    | You Wu China                                                                  | 52.04 PB        | Laura Henkel · Alemania                                                      | 51.47 PB    |
| Heptatlón                 | Katarina Thompson Reino Unido                                        | 5750 WL     | Laura Ikauniece Letonia                                                       | 5647 PB         | Kira Biesenbach · Alemania                                                   | 5423 PB     |